# Delath
Delath fou un estat tributari protegit feudatari de Bashahr al grup dels estats de les muntanyes Simla, avui a Himachal Pradesh i abans dependents del govern del Panjab. Era el segon més petit de la zona després de Ratesh i estava a l'esquerra del riu Satluj rodejat per territori de Bashahr excepte per un costt que tocava a territori britànic de Kotgarh. Tenia 9,7 km². Pagava un tribut de 150 rupies més 30 pel wazir de Bashahr. Els thakurs saheb eren descendents de Prithwi Raj, germà de Rana Kirti Singh que governava l'estat de Kumharsain al segle XI. De la seva història gairebé no se sap res excepte que fou un lleial vassall de Bahshar. A la mort del príncep Pratap Singh solter i sense descendència ni col·laterals el 1966 els drets foren traspassats a l'estat de l'Índia.

## Llista de thakurs sahibs
- Pritam Singh 1841-1885
- Narendra Singh 1885-1920 (net, fill de Padam Singh mort el 1862)
- Devi Singh 1920-1943 (fill)
- Sher Singh 1943-1958 (fill)
- Pratap Singh 1958-1966 (fill)